# Sargun Oshana
Sargun Oshana (født 12. maj 1984 i Irak) er en irakisk-dansk teaterinstruktør, teaterdirektør og skuespiller.
Sargun Oshana flygtede til Danmark med sin familie som syv-årig. Han er uddannet fra Skuespillerskolen ved Aarhus Teater i 2012 og fra instruktørlinjen på Den Danske Scenekunstskole i København i 2016. Samme år debuterede han som instruktør på Grønnegårds Teatret med Den Lille Prins. Fra 2016-2018 var han fast tilknyttet Aarhus Teaters eksperimenterende Studio-scene. I alt har han instrueret mere end 30 forestillinger.
Fra 2021 til 2023 var han teaterdirektør for Blaagaard Teater. Her har han blandt andet iscenesat Kannibalen af Johannes Lilleøre, som også blev opsat på Det Kongelige Teater.
I 2023 modtog han Bodil Koch-prisen for som instruktør og teaterdirektør ved Blaagaard Teater at "fremme scenekunst af exceptionel høj kvalitet, som samtidig afspejler og fremhæver diversiteten af stemmer og historier i samfundet." I 2018 modtog han prisen Teaterkatten, og i 2019 Årets Reumert som Årets Instruktør for ’4:48 Psychosis’ på Aarhus Teater. I 2020 blev han atter Årets Instruktør (Årets Reumert) for ’denungewertherslidelser’ på Aarhus Teater og Sort/Hvid.
Sargun Oshana medvirkede i 2013 i tv-serien Broen, hvor han spillede Steve.